# Jean de Beaumetz
Jean de Beaumetz, nasceu em data desconhecida (1335 ?) em Beaumetz-les-Loges. Falecido em 1396 em Dijon. Foi um pintor francês do século XIV, que trabalhou para o Duque de Borgonha, Philippe le Hardi.

## Vida
Trabalhou em Paris e Valenciennes, depois foi pintor do Duque de Borgonha (cerca de 1376) sucedendo à Jean d`Arbois. Trabalhou no palácio ducal e na Sainte-Chapelle de Dijon, antes de se ver na direção do atelier de pintura sob o prestigioso canteiro de Champmol . Sob o comando do Duque de Borgonha, em 1386, realizou muitos trabalhos destinados à Igreja e uma série de painéis sobre bosques em aquarela, que serviram de decoração de vinte e seis células do grande claustro . Desta série não restam mais do que dois painéis conservados no Museu de Dijon, atribuídos às vezes, ao pintor , às vezes a membros de seu atelier .
Com o arquiteto Drouet de Dammartin e o escultor Claus Sluter, igualmente implicados na construção do claustro, participou da decoração de outros edifícios ducais: o Castelo de Germolles, e os castelos de Rouvres e Argilly.
Com a sua morte, em 1396, teve suas funções repostas por Jean Malouel.

## Obra
Pinturas de lirismo delicado, exemplo da arte aristocrática de sua época, a obra de Beaumetz mostra o esplendor do mecenato borgonhês e o grau de sofisticação de sua pintura no Norte da Europa durante o século XIV.
- Christ en croix avec un chartreux en prière (entre 1390 e 1395), Museu de Cleveland, Ohio.
- Christ en croix avec un chartreux en prière (entre 1389 e 1395), Museu do Louvre, Paris .